# Cerkiew św. Paraskewy w Kniaziach
Cerkiew św. Paraskewy w Kniaziach – cerkiew greckokatolicka znajdująca się w miejscowości Kniazie.
Murowana cerkiew pw. św. Paraskewy powstała w latach 1798–1806 z fundacji kniaziów lubyckich, potomków Wołochów Jakuba i Miczki, którzy w XV w. otrzymali od księcia Siemowita IV w tej wsi uprzywilejowane, dziedziczne kniaziostwo. Świątynia została wzniesiona na miejscu dawniejszej drewnianej, która stała na cmentarzu kniaziów. Dokument z 4 kwietnia 1798 głosił, iż uprzywilejowani Kniazie chcąc ku wiecznej Chwale Boga wymurować u siebie w Kniaztwie Lubickim Cerkiew na 1000 blizko Ludzi, obligują Pana Szymona Tarnawskiego architektę, żeby się tego Dzieła podjął. Architekt przedstawił ostatecznie projekt okrągłej cerkwi na planie krzyża o kubaturze 700 łokci 2 i wysokości 45,5 łokcia. Do uroczystego poświęcenia świątyni doszło 14 października 1806.

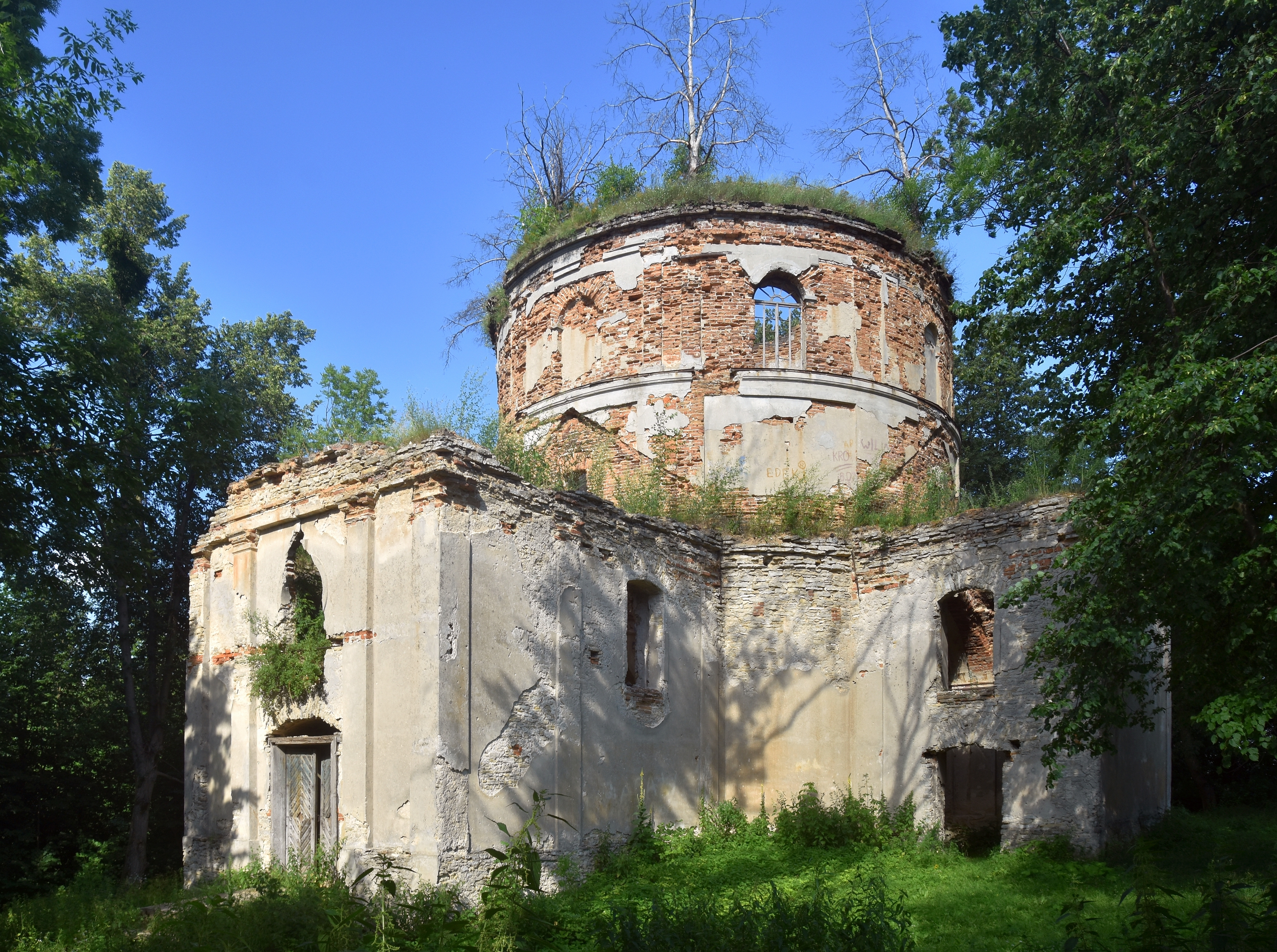
Elewacja frontowa
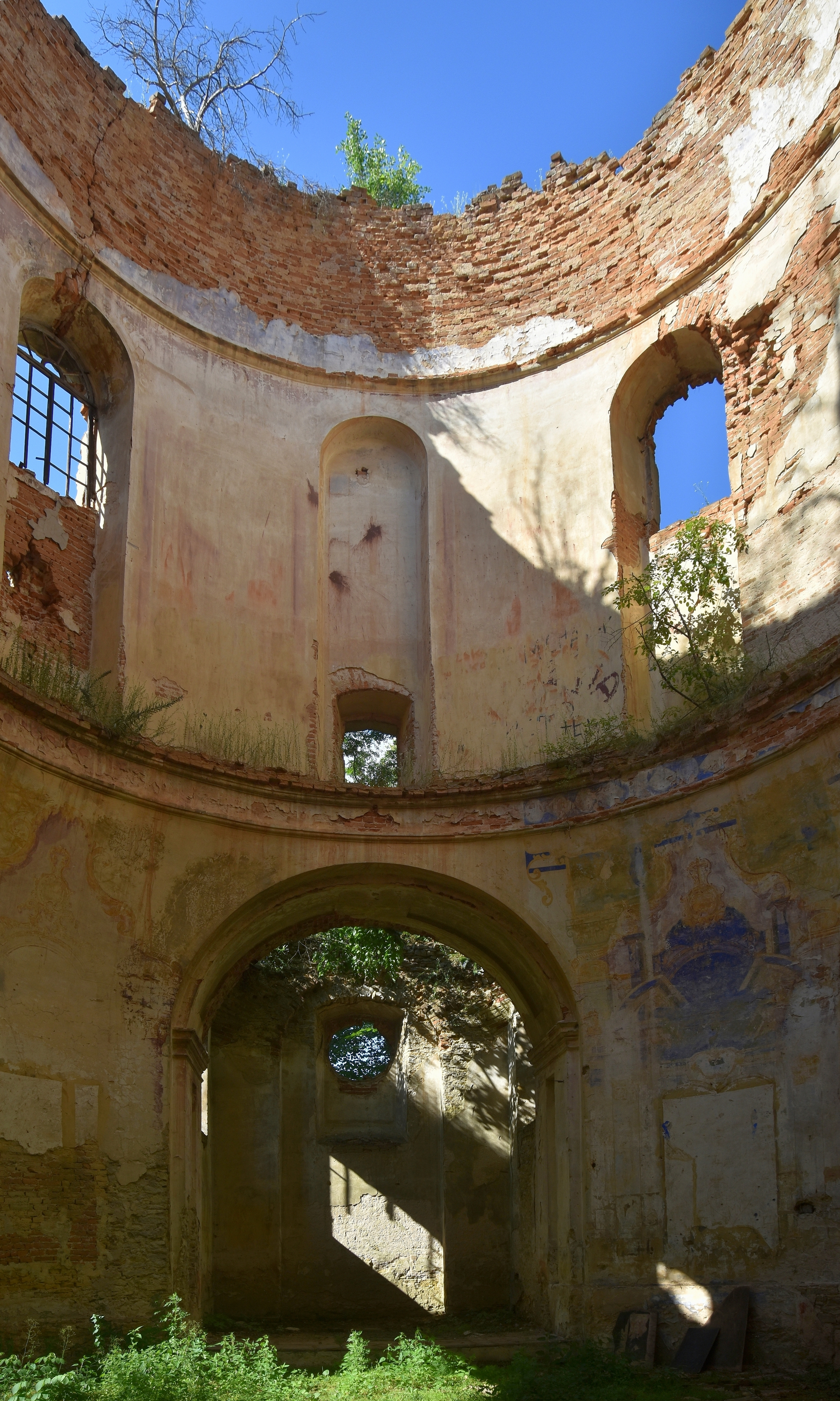
Wnętrze
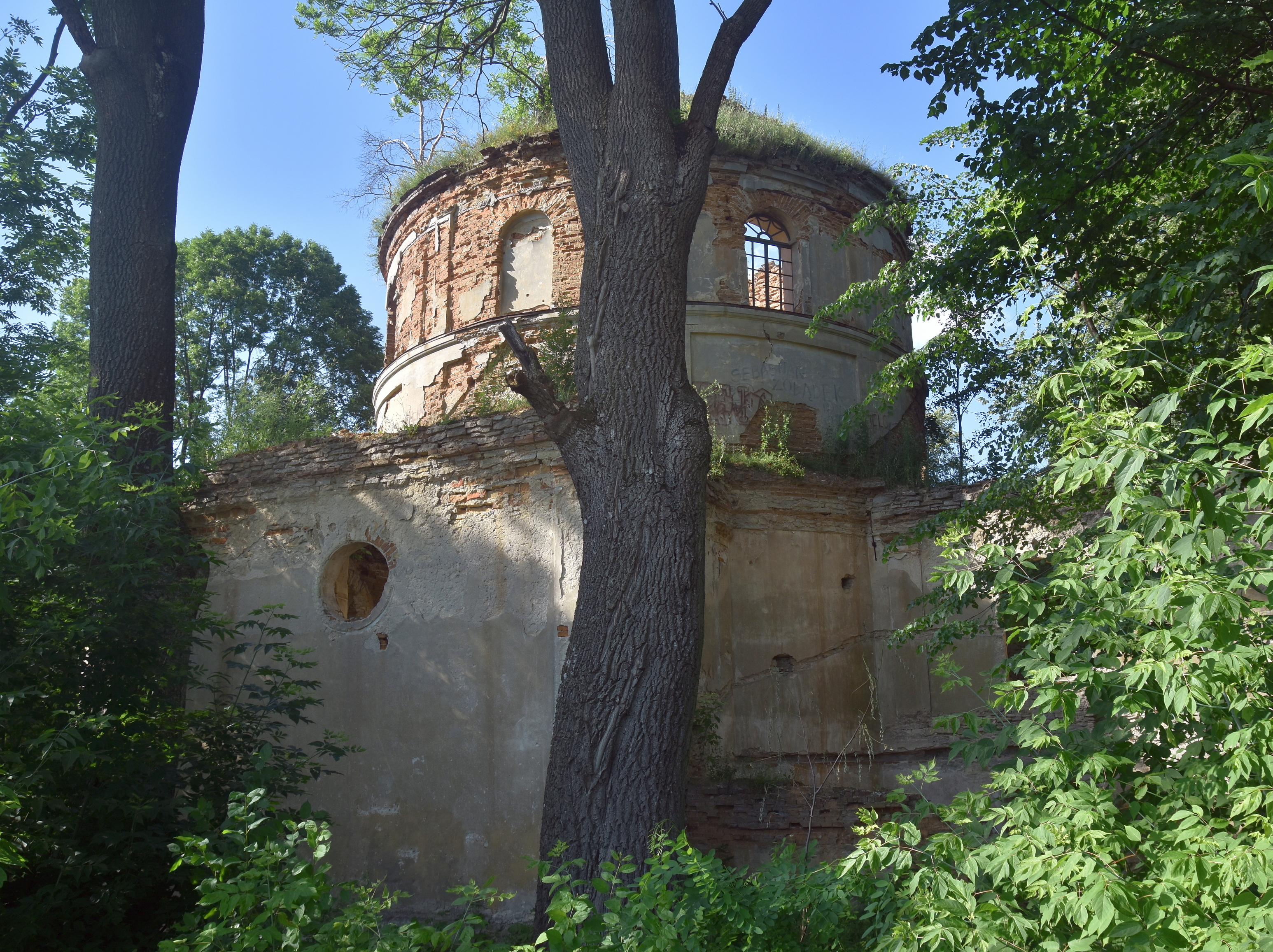
Elewacja boczna

Nad drzwiami skarbca znajdowała się tablica z nazwiskami kniaziów – fundatorów: Bech, Deba, Feday, Jaceyko, Kiszczak, Kołodkiewicz, Kondratowicz, Kułajec, Łucieyko, Michałeyko, Onyszkiewicz, Putko, Pawliszcze, Putkiewicz, Rutko, Sapieha, Sawoyka, Właszinowski i Żarowski.
Cerkiew zdobiły polichromie autorstwa: Kunickiego, Skopowskiego wykonane w 1822 oraz artystów szkoły krakowskiej Monastyrskiego i Kopystańskiego namalowane w latach 60. XIX w.. We wnętrzu znajdował się ikonostas z XVIII w. z obrazem Jezusa Chrystusa namalowanym we włoskim stylu oraz ołtarze fundowane głównie przez Putkiewiczów, Putków, Łopuchów, Rałów. Od 1916 w cerkwi znajdowały się relikwie św. Paraskewy przywiezione z Rzymu przez Kazimierza Lubeckiego z matką Pauliną.
Cerkiew została uszkodzona w wyniku ostrzału artyleryjskiego czasie II wojny światowej w 1941 i spalona w 1944. Opuszczona, od tamtej pory ulegała dewastacji – zawaliła się kopuła i stropy. Obecnie świątynia jest w stanie ruiny.

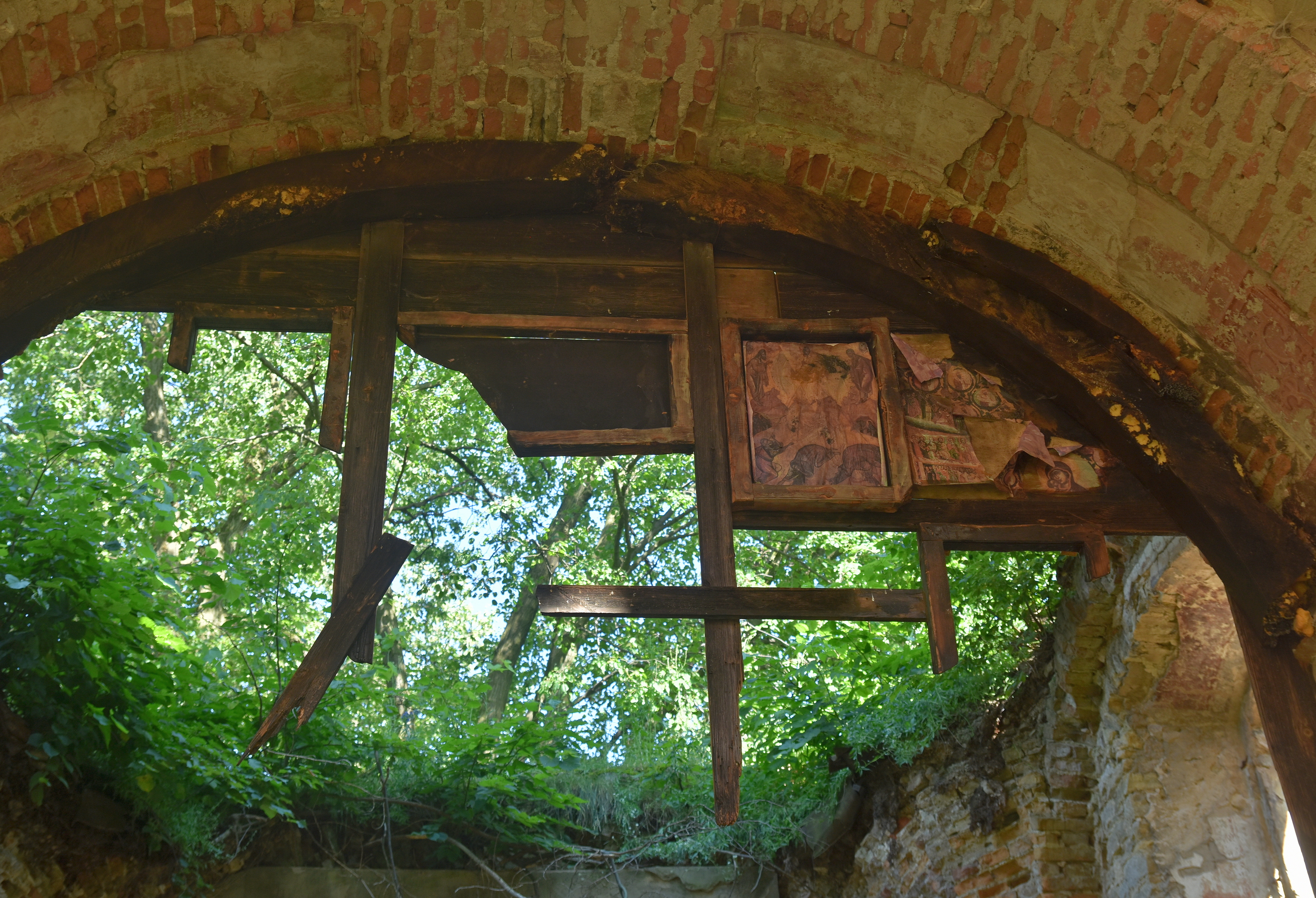
Wnętrze
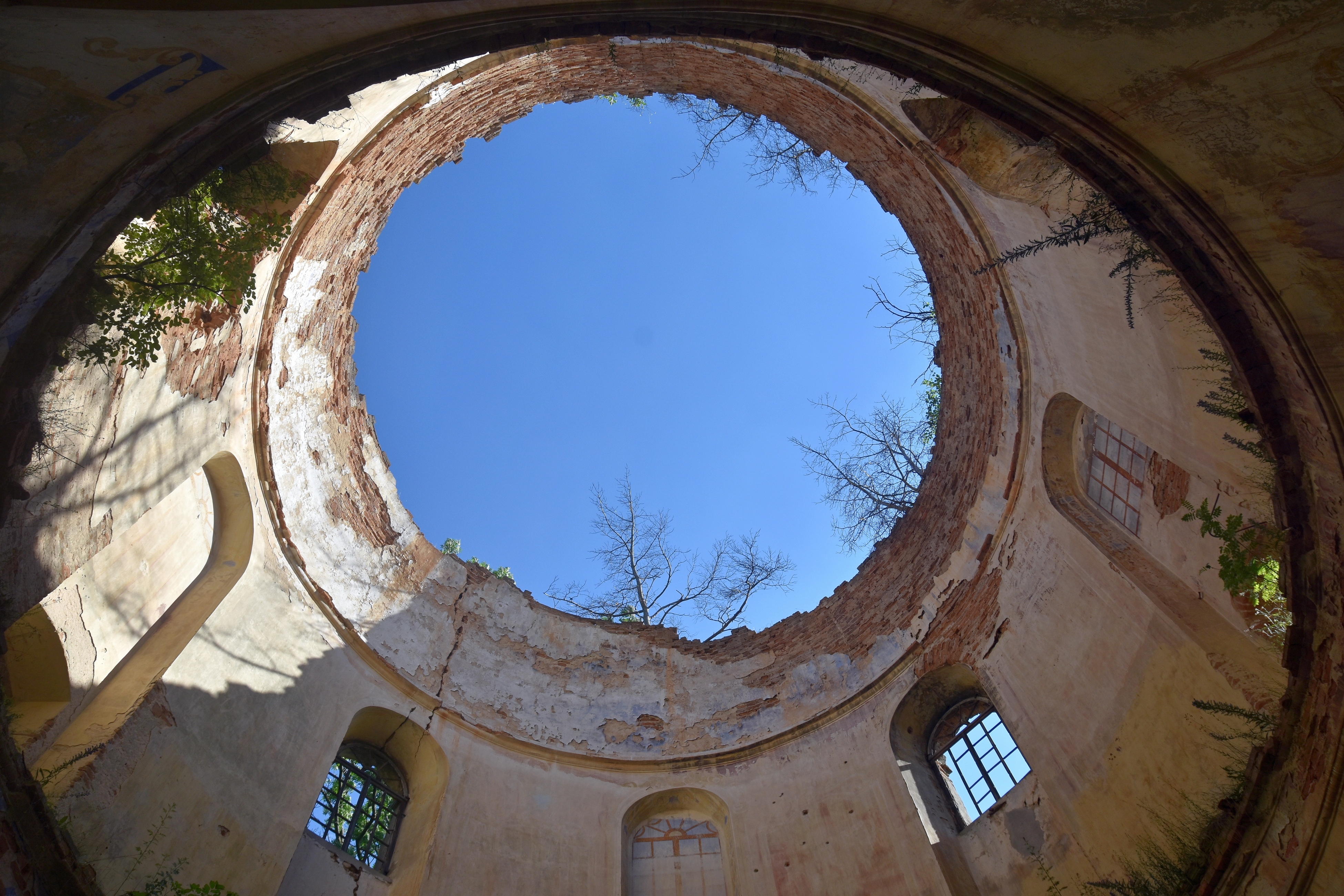
Wnętrze
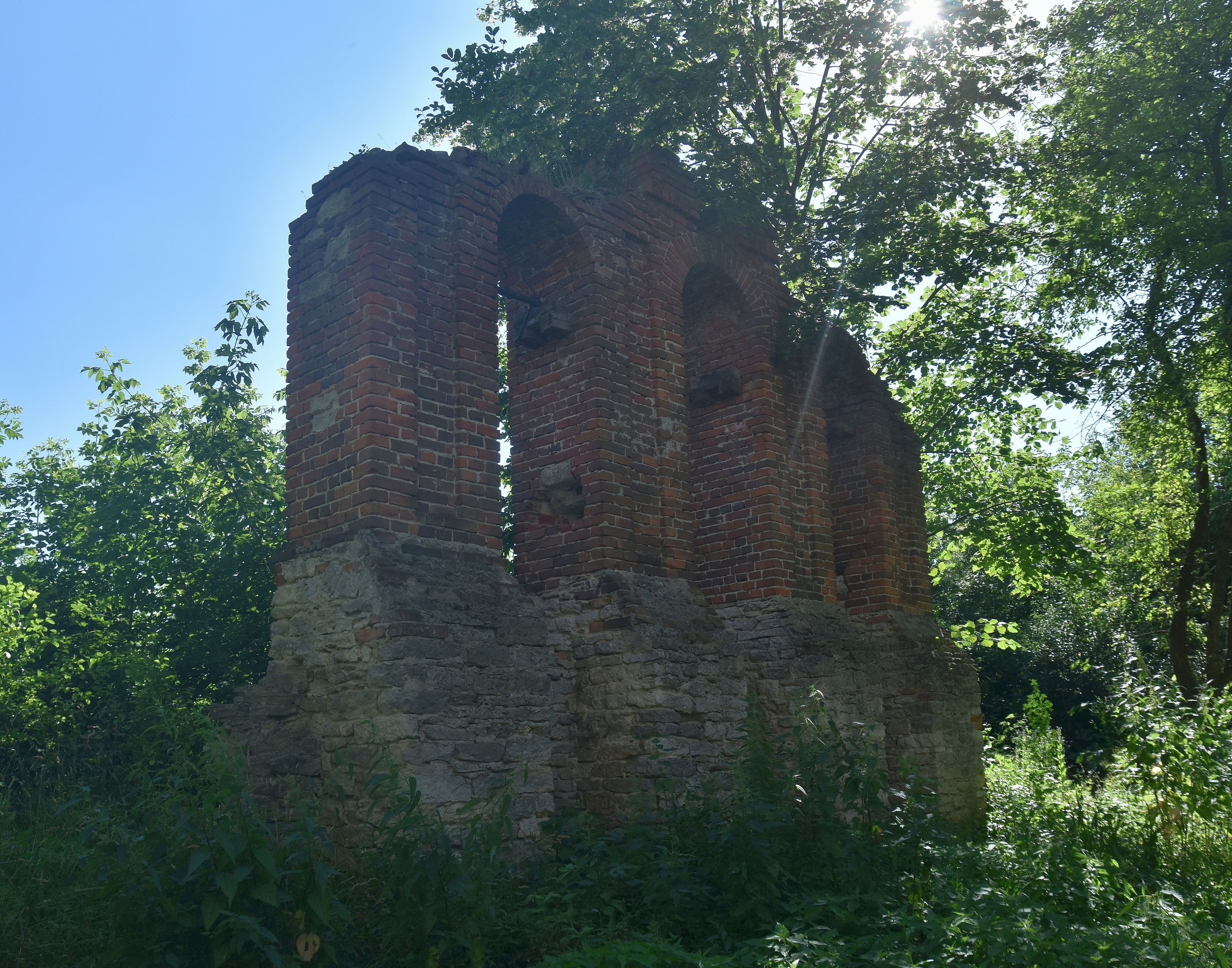
Dzwonnica

W pobliżu znajduje się murowana dzwonnica parawanowa i rozległy cmentarz, na którym zachowało się wiele pięknych nagrobków z warsztatów bruśnieńskich.